# 札幌市立円山小学校
札幌市立円山小学校（さっぽろしりつ まるやましょうがっこう）は、北海道札幌市中央区にある公立小学校。
校木を七竈（ナナカマド）としている。

## 沿革
- 1875年（明治8年） - 簡易教育所として開校（現在の札幌市中央区南5条西24丁目）[1]。
- 1877年（明治10年） - 現在地（北1条西25丁目）に移る[1]。
- 1884年（明治17年）5月 - 公立円山小学校と改称[2]。
- 1895年（明治28年） - 公立円山尋常小学校と改称[3]。
- 1920年（大正9年） - 高等科を併置し、円山尋常高等小学校と改称[4]。
- 1941年（昭和16年）4月 - 国民学校令施行に伴い、円山国民学校と改称[5]。
- 1947年（昭和22年） - 現校名に改称[5]。父母と先生の会設立[5]。
- 1952年（昭和27年） - 札幌市立日新小学校開校に伴い、266名が転校[6]。
- 1955年（昭和30年） - 校舎全面改築開始[7]。
- 1958年（昭和33年） - 札幌市立宮の森小学校開校に伴い、224名が転校[7]。
- 1965年（昭和40年） - 野鳥愛護で北海道知事表彰を受ける[8]。校舎全面改築完了[8]。
- 1970年（昭和45年） - 全国視聴覚教育研究大会開催[9]。
- 1974年（昭和49年） - プール設置[10]（1985年に改築）。
- 1975年（昭和50年） - 開校100周年を迎え、記念行事を行う[10]。
- 1977年（昭和52年） - 札幌市立大倉山小学校開校に伴い、336名が転校。
- 1980年（昭和55年） - 全国国語教育研究大会開催[9]。
- 1983年（昭和58年） - 北海道教育実践表彰を受ける[9]。
- 1984年（昭和59年） - 全日本リコーダーコンテスト四重奏の部で金賞受賞[9]。
- 1987年（昭和62年） - 現在の体育館が完成。
- 1989年（平成元年） - アメリカ・ポートランド市リッチモンド校と姉妹校提携[9]。
- 1990年（平成2年） - 全日本リコーダーコンテスト四重奏の部で金賞受賞[9]。世界児童画展団体賞受賞[9]。
- 1995年（平成7年） - 開校120周年[9]・記念タイムカプセルを埋設。
- 2005年（平成17年） - 校舎改築工事着工[9]。この間児童は、旧・札幌市立大通小学校で授業を受ける[9]。
- 2006年（平成18年） - 新校舎が完成[9]。開校130周年記念式典を開催[9]。

## 所在地
- 北海道札幌市中央区北1条西25丁目1番8号

## 主な出身者
- 斉藤舞子（フジテレビアナウンサー）
- 相米慎二（映画監督）
- 李恢成（作家）

## 通学区域
札幌市中央区
- 大通西20丁目～28丁目
- 南1条西20丁目～28丁目
- 南2条西20丁目～28丁目
- 南3条西20丁目～28丁目
- 南4条西25丁目～28丁目
- 北1条西20丁目～28丁目
- 北2条西20丁目～28丁目
- 宮ケ丘1丁目
- 宮ケ丘2丁目（1番(1号～2号、28号、30号、36号、38号、40号、43号)）
- 宮ケ丘
- 円山
- 宮の森（1239番地）

## 進学先中学校
- 札幌市立向陵中学校